# Château Colin de Belleau
Le château Colin de Belleau est un château situé à Belleau, dans le département de Meurthe-et-Moselle.

## Situation
Le château se situe dans le lieu-dit de Manoncourt-sur-Seille.

## Histoire
L'édifice a été construit après la première moitié du XIXe siècle et fut détérioré durant la Première Guerre mondiale. Emile Colin, un industriel, l’achète et l’aménage en résidence par l’architecte Georges Biet durant la période entre 1920 et 1924.
La grande salle et son vestibule, les façades et les toitures qui les abritent sont inscrits au titre des monuments historiques par arrêté du 9 avril 1990.

## Description
La grande salle est de style gothique tardif et dispose d'une cheminée monumentale, est ornée de fresques agrestes sur le thème des quatre saisons, réalisées par le peintre Louis Guingot.

### Liens
- Ressource relative à l'architecture :   - Mérimée